# Ernst Heinrich Abel
Ernst Heinrich Abel (* 20. September 1721 in Köthen; † nach 1787, vermutlich in Bremen) war ein deutscher Porträtmaler.

## Leben
Ernst Heinrich Abel stammte aus einer Künstlerfamilie und war ein Sohn des berühmten Gambenvirtuosen Christian Ferdinand Abel, der in Köthen als „Premier-Musicus“ in Johann Sebastian Bachs Hofkapelle wirkte. Der Musiker Leopold August Abel, der Maler Ernst August Abel und der Musiker Carl Friedrich Abel waren seine Brüder.
Als Wirkungsorte Abels finden sich Lübeck (1777), Köln (1779), Hamburg (um 1780) und Bremen (1783). Auch ein Aufenthalt in London ist nachgewiesen, wo er sich um den Nachlass seines Bruders Carl Friedrich Abel kümmerte. In dessen Nachlasskatalog sind 17 Porträts von ihm verzeichnet.

## Werke
- Kunsthalle Bremen
- Kunsthalle Hamburg
- Stiftung Miniaturensammlung Tansey, Bomann-Museum in Celle: Miniaturporträt Königin Sophie Charlotte (1763)[4]
- Museum für Kunst und Kulturgeschichte Lübeck: Porträt Adolph Friedrich Vogel (1777)
- Kölnisches Stadtmuseum: Porträt Adolf von Hüpsch (1779)[5]

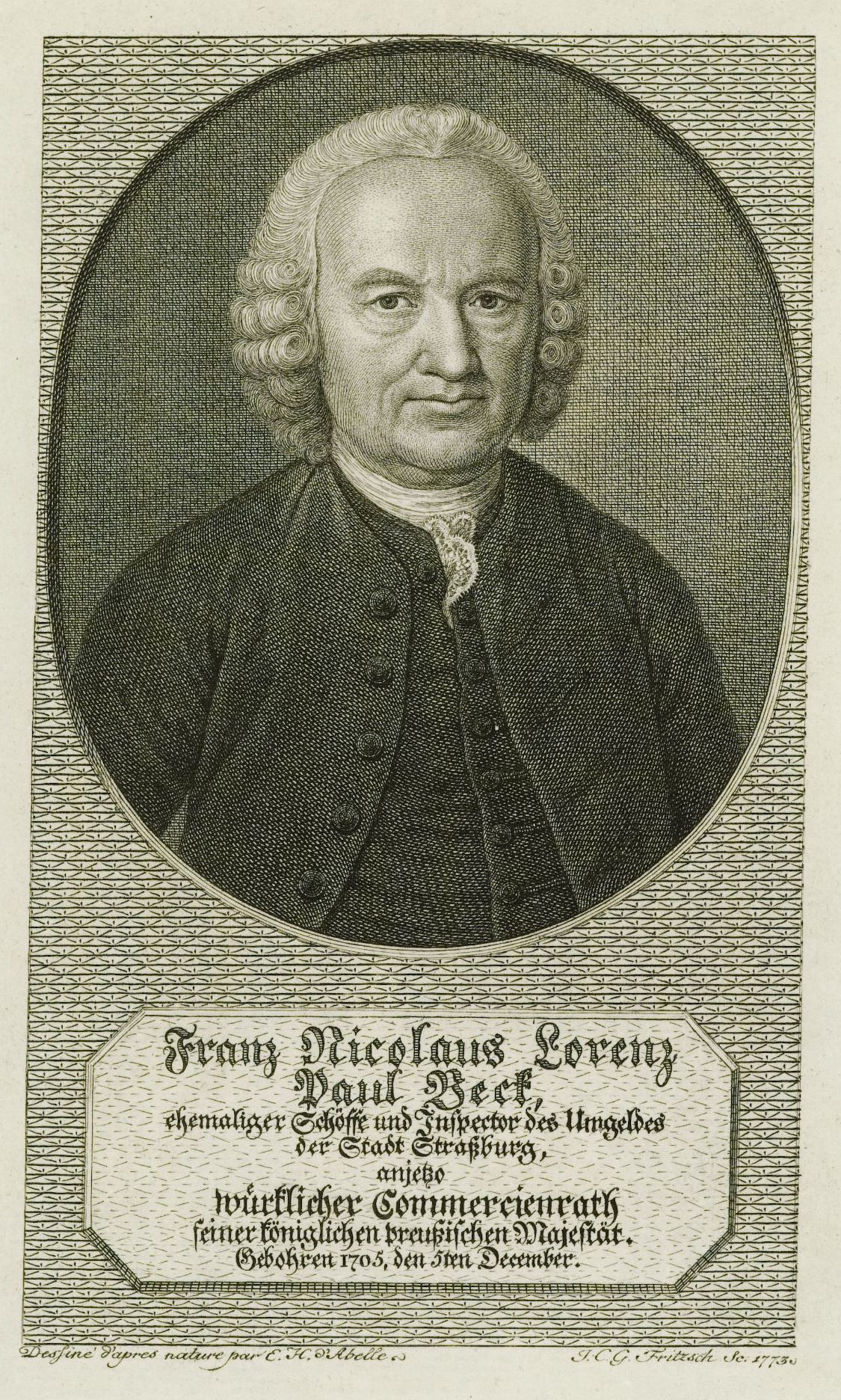
Franz Nicolaus Lorenz Paul Beck, Kupferstich von Johann Christian Gottfried Fritzsch nach Ernst Heinrich Abel (1773)
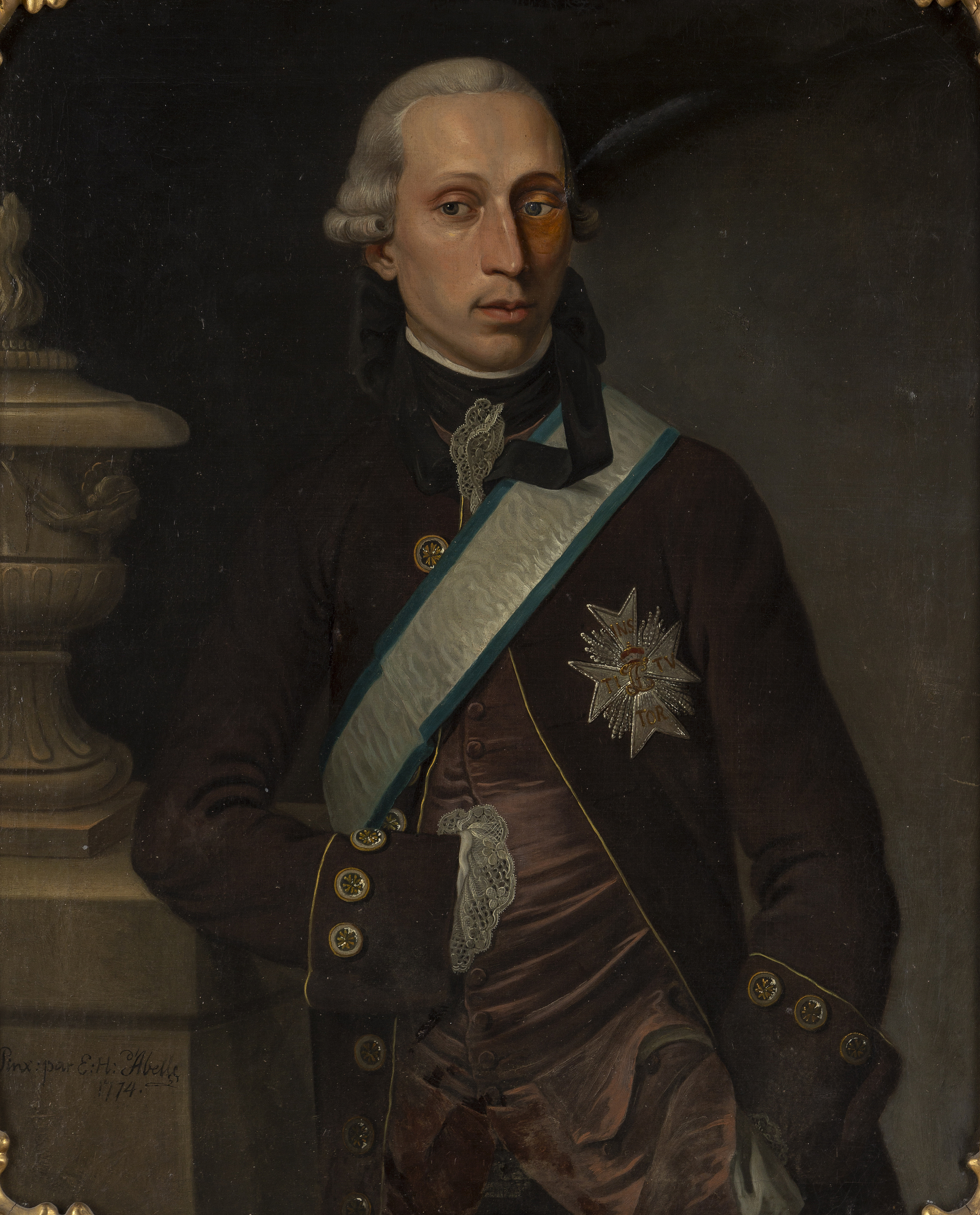
Unbekanter Man (1774)
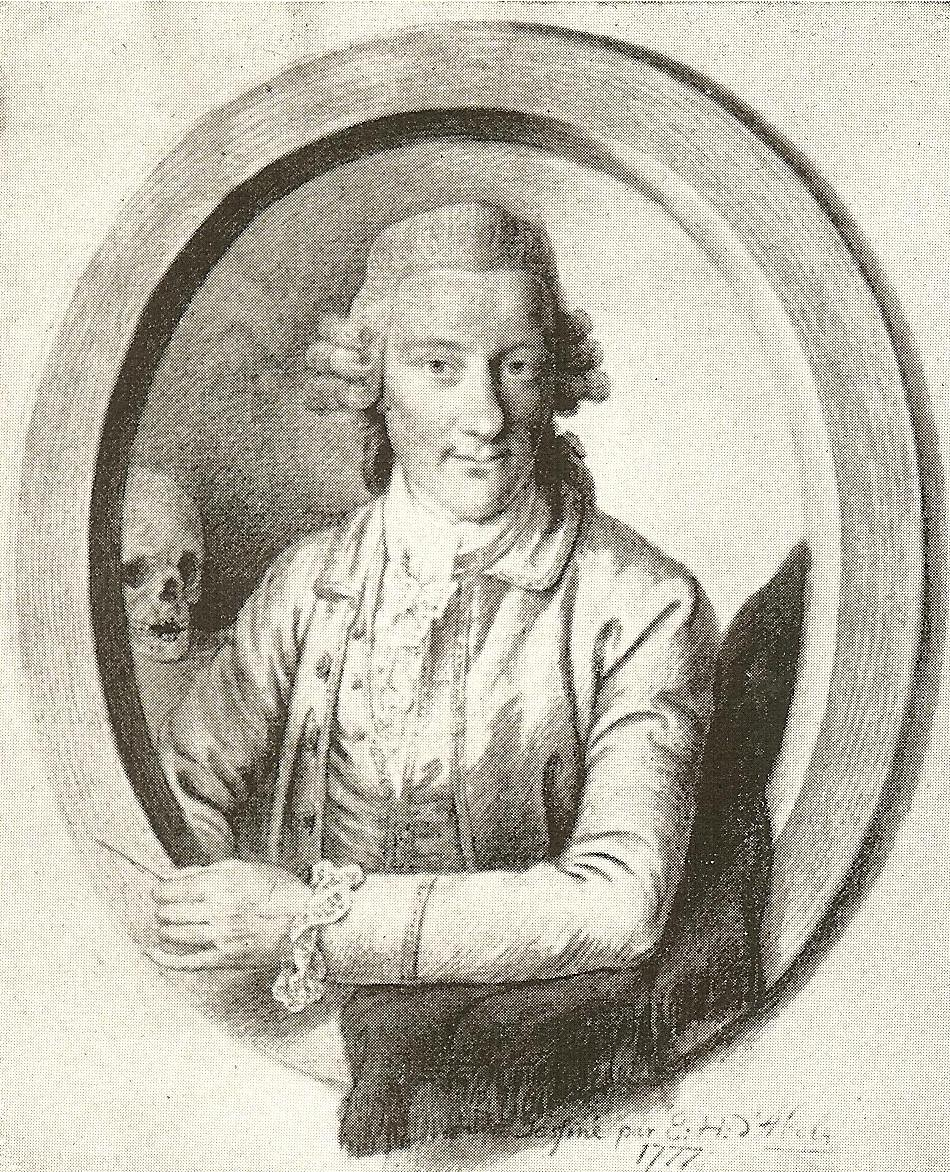
Adolph Friedrich Vogel (1777)
Adolf von Hüpsch (1779)